# Vela ai Giochi della X Olimpiade - 8 metri
La competizione della categoria 8 metri di vela ai Giochi della X Olimpiade si è svolta nei giorni 5 all'8 agosto 1932 al Porto di Los Angeles.

## Partecipanti
Alla competizione hanno partecipato solo due imbarcazioni e non è stata assegnata la medaglia di bronzo.
| Nazione     | Barca       | Equipaggio |
| ----------- | ----------- | --- |
| Canada      | Santa Maria | Ernest Cribb, George Gyles, Harry Jones, Hubert Wallace, Peter Gordon, Ronald Maitland                                                                                            |
| Stati Uniti | Angelita    | Alphonse Burnand, John Biby, John Huettner, Carl Dorsey, Owen Churchill, Pierpont Davis, Robert Sutton, Thomas Webster, William Cooper, Richard Moore, Alan Morgan, Kenneth Carey |

## Risultati
| Regata | Data     | Vincitore   | Tempo   | Secondo | Tempo   |
| ------ | -------- | ----------- | ------- | ------- | ------- |
| 1      | 5 agosto | Stati Uniti | 2-01:09 | Canada  | 2-08:35 |
| 2      | 6 agosto | Stati Uniti | 2-18:46 | Canada  | 2-19:35 |
| 3      | 7 agosto | Stati Uniti | 2-03:03 | Canada  | 2-06:35 |
| 4      | 8 agosto | Stati Uniti | 2-25:46 | Canada  | 2-26:29 |

## Classifica finale
| Pos.    | Nazione     | Barca       | Punti Totali | Punti ottenuti nelle regate | Punti ottenuti nelle regate | Punti ottenuti nelle regate | Punti ottenuti nelle regate |
| Pos.    | Nazione     | Barca       | Punti Totali | 1                           | 2                           | 3                           | 4                           |
| ------- | ----------- | ----------- | ------------ | --------------------------- | --------------------------- | --------------------------- | --------------------------- |
| Oro     | Stati Uniti | Angelita    | 8            | 2                           | 2                           | 2                           | 2                           |
| Argento | Canada      | Santa Maria | 4            | 1                           | 1                           | 1                           | 1                           |